# Église Saint-Tudy de Loctudy
L'église Saint-Tudy est une église romane située à Loctudy, port du Pays Bigouden, en France. Elle est consacrée à Saint Tudy, moine aux origines géographiques et historiques assez floues.
Elle fait partie des rares églises romanes de Bretagne à être parvenues jusqu'à nous avec, entre autres, l'église de Locmaria en Quimper, l'abbatiale Sainte-Croix de Quimperlé et l'église Saint-Pierre de Fouesnant.
Sa restauration — en deux volets dans le courant du XIXe siècle — fut suivie par Prosper Mérimée et Jean-Baptiste Lassus, et menée par Joseph Bigot et Paul Gout, ce qui peut dénoter une certaine[évasif] importance architecturale de l'édifice.

## Descriptions
En 1844, Prosper Mérimée écrit à son sujet : « L'église de Loctudy est un des rares monuments de style roman qui subsiste encore en Bretagne. (…) Elle se recommande par la régularité de son plan et par l'élégance de quelques-uns de ses détails. Elle doit assurément être classée si elle ne l'est déjà. »
Jakez Cornou, Pierre-Roland Giot : « Loctudy est l'une des plus belles et plus complètes églises romanes de Bretagne, et donc le plus vieux monument subsistant dans notre région. »
Serge Duigou : « Pénétrons dans le sanctuaire (...) Nous avons sous les yeux l'intérieur roman le plus abouti de Bretagne. »
Louise-Marie Tilliet : « L'église de Loctudy est l'un des monuments romans les plus entiers et le mieux conservés de la Bretagne. L'édifice, dans son intégralité, a gardé l'unité et tous les caractères de la construction initiale, malgré quelques légers remaniements au XVe siècle et l'adjonction d'un porche en 1760. »
Éliane Vergnolle : « Saint-Tudy est l'une des rares églises romanes à déambulatoire et chapelles rayonnantes qui subsiste en Bretagne, et c'est de loin celle qui nous est parvenue dans le meilleur état de conservation. A l'exception de la façade occidentale, reconstruite au XVIIIe siècle, elle n'a pas subi de modifications majeures (…). »

## Construction et description

### Un édifice caractéristique de l'art roman
Cette église romane du XIe siècle à trois nefs sans transept offre une élévation à deux étages, arcades et fenêtres hautes. Les chapiteaux et les bases des colonnes présentent des décors sculptés variés. Le chœur, le déambulatoire et les chapelles sont voûtés en pierre, tandis que les nefs ont des charpentes de bois soutenues par des arcs-diaphragmes en pierre.

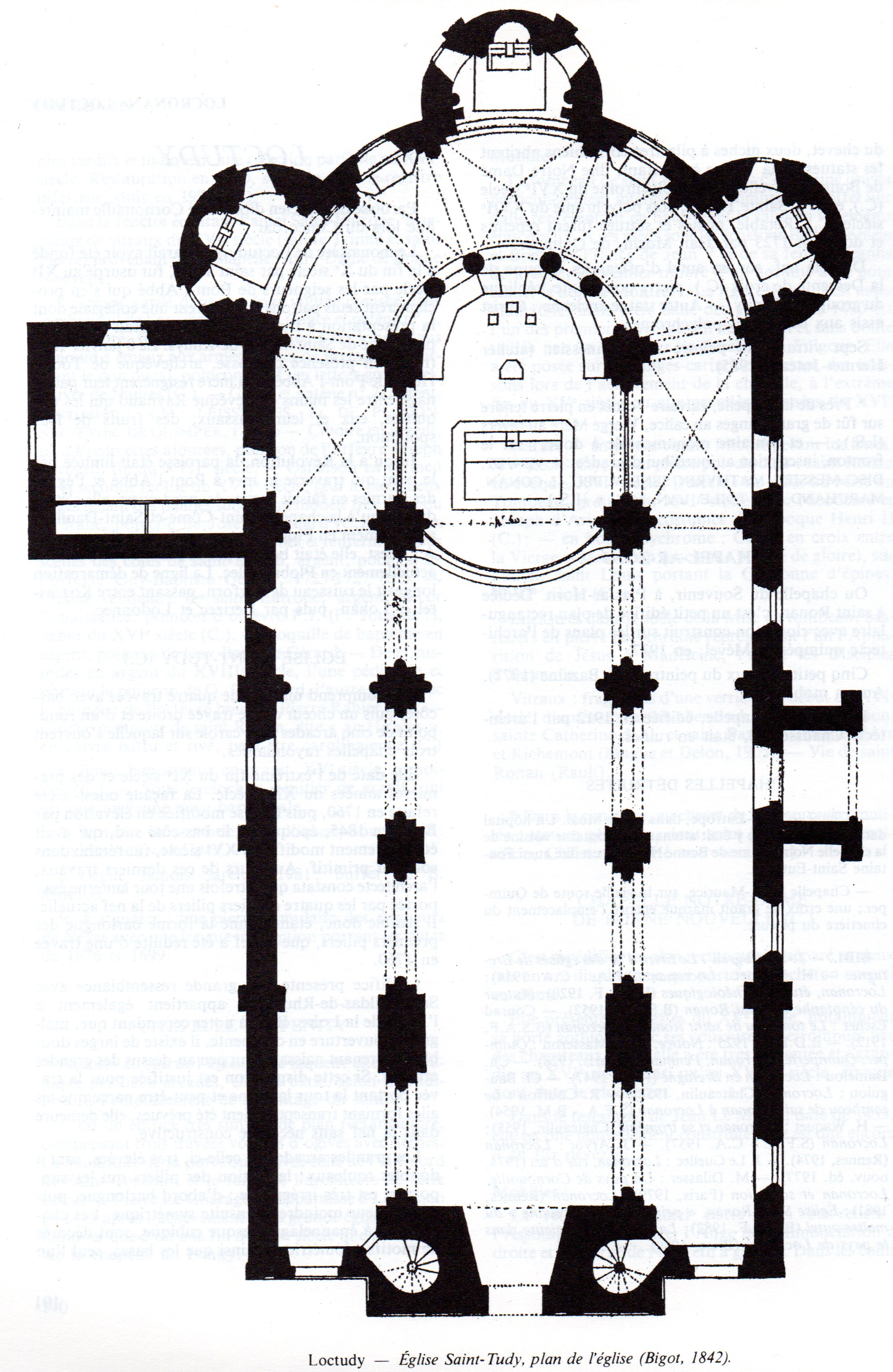
Plan de l'église par Joseph Bigot en 1842
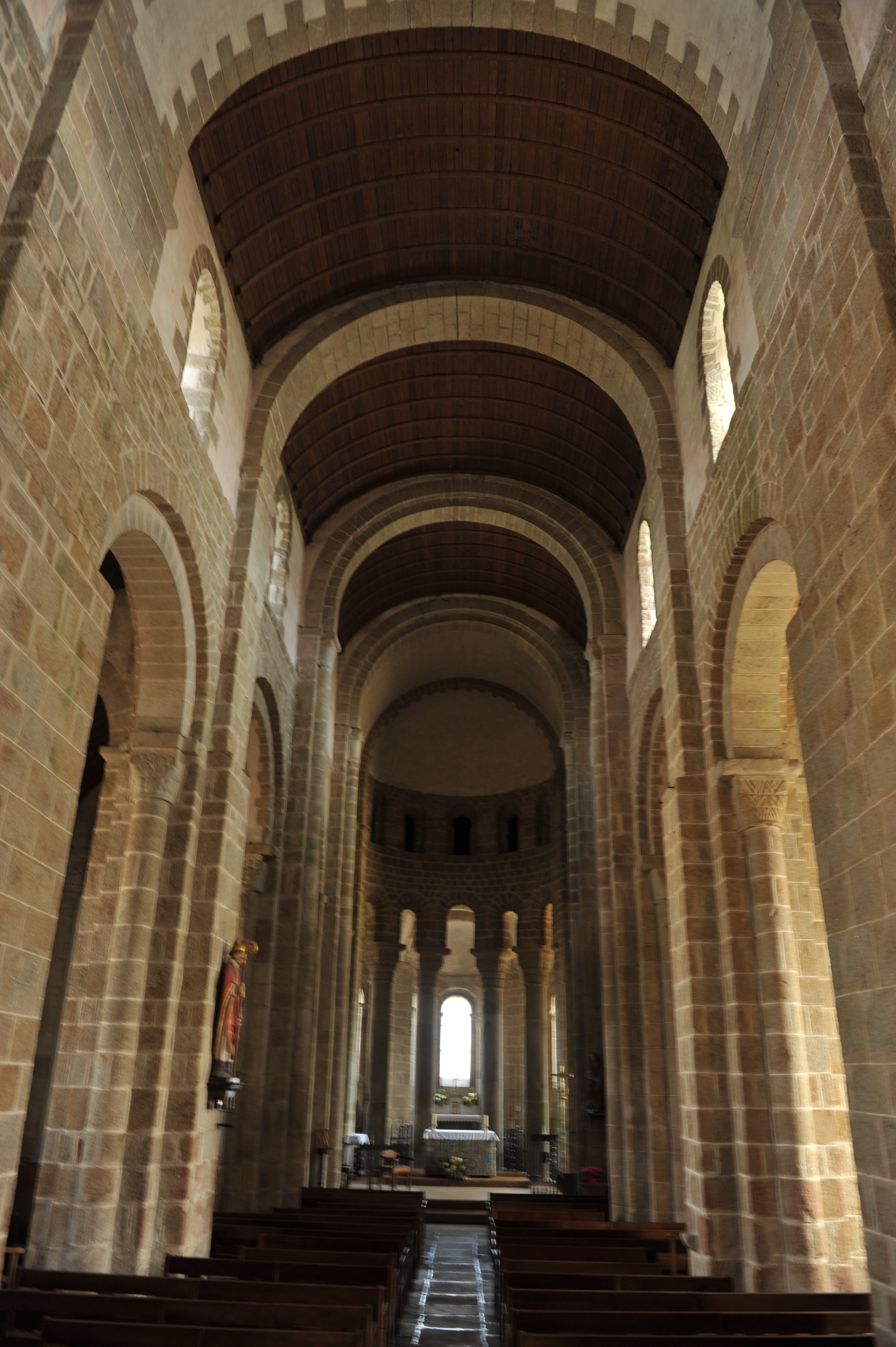
La nef.
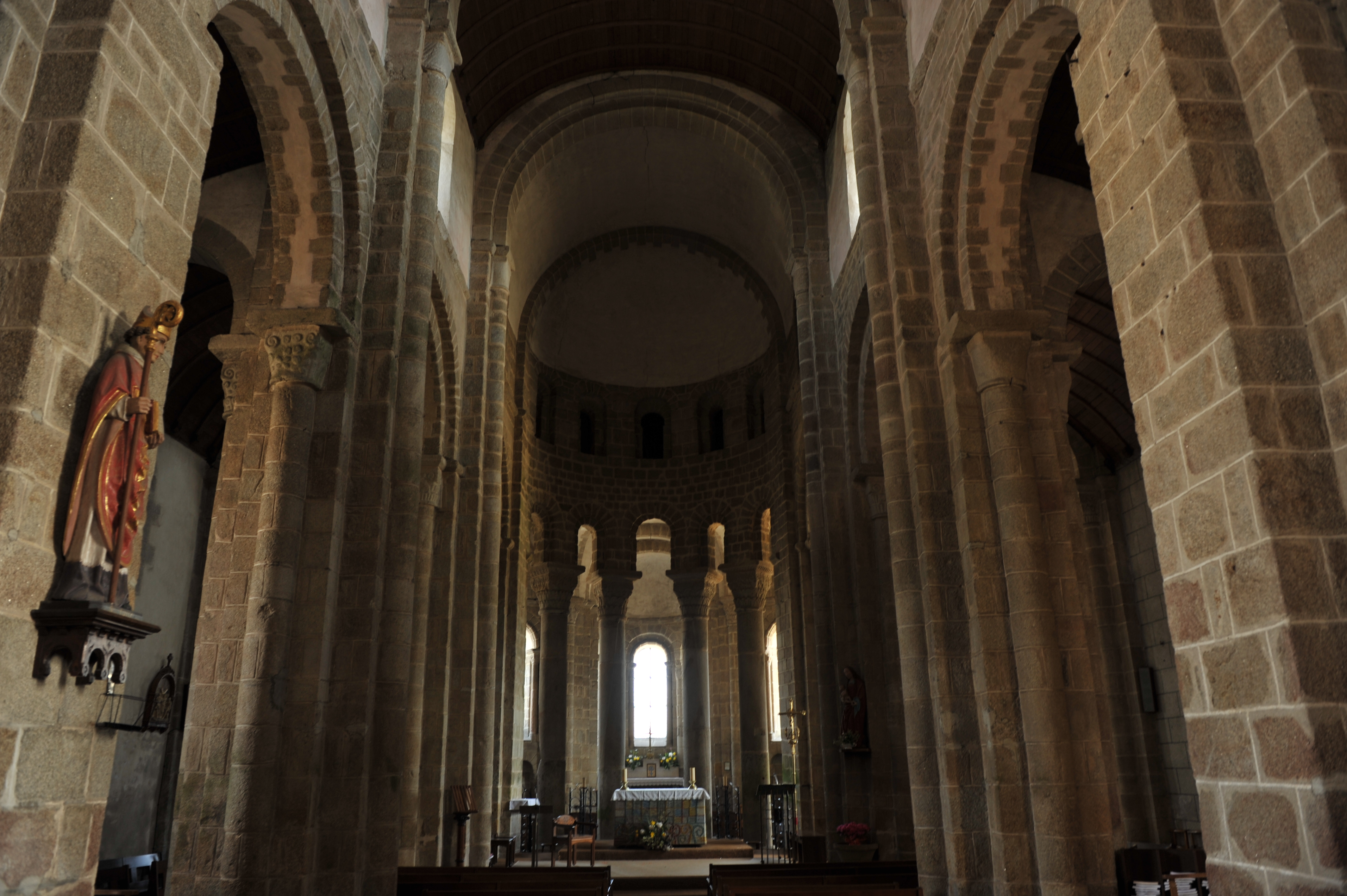
La nef.
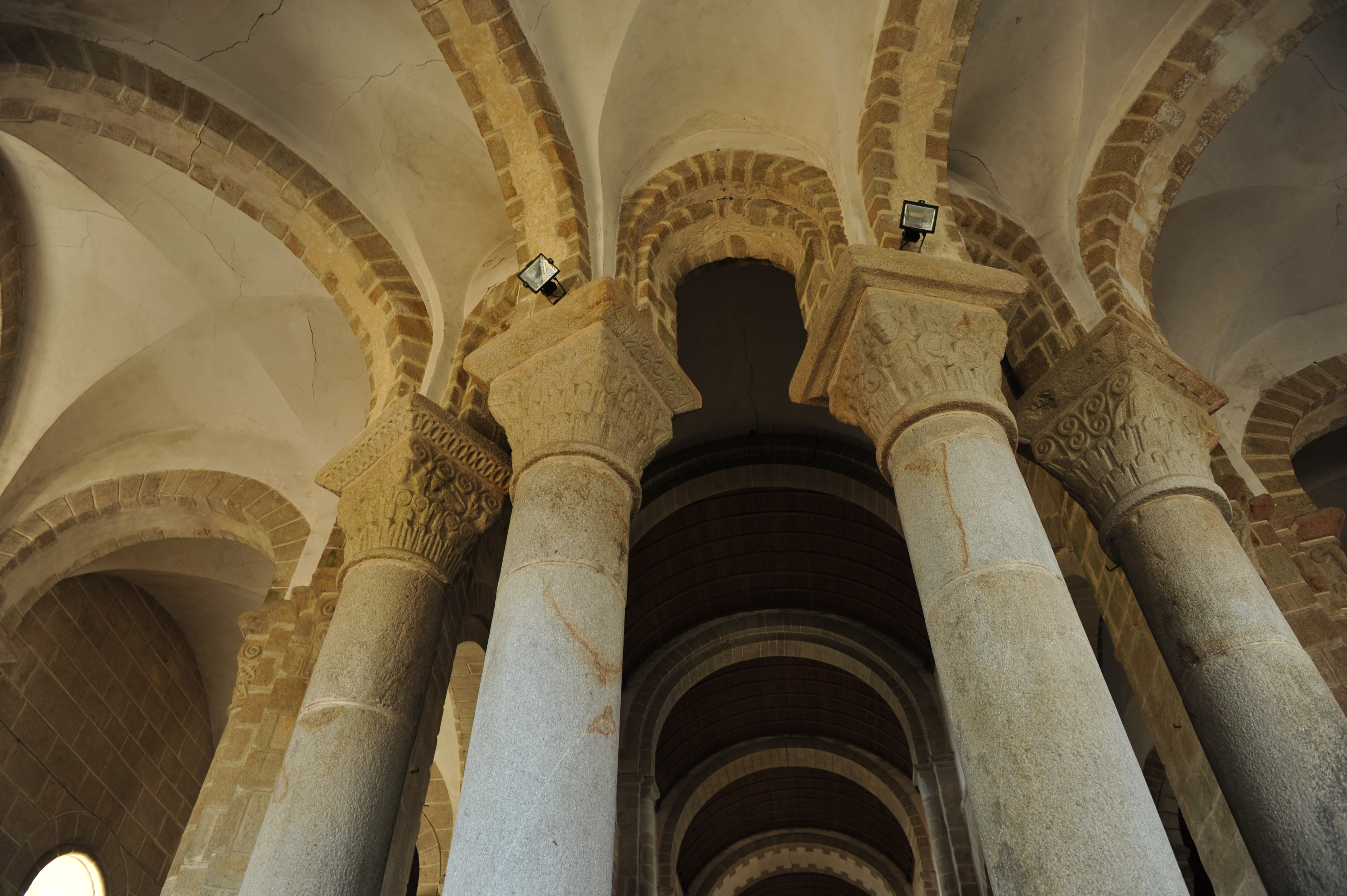
Les chapiteaux.
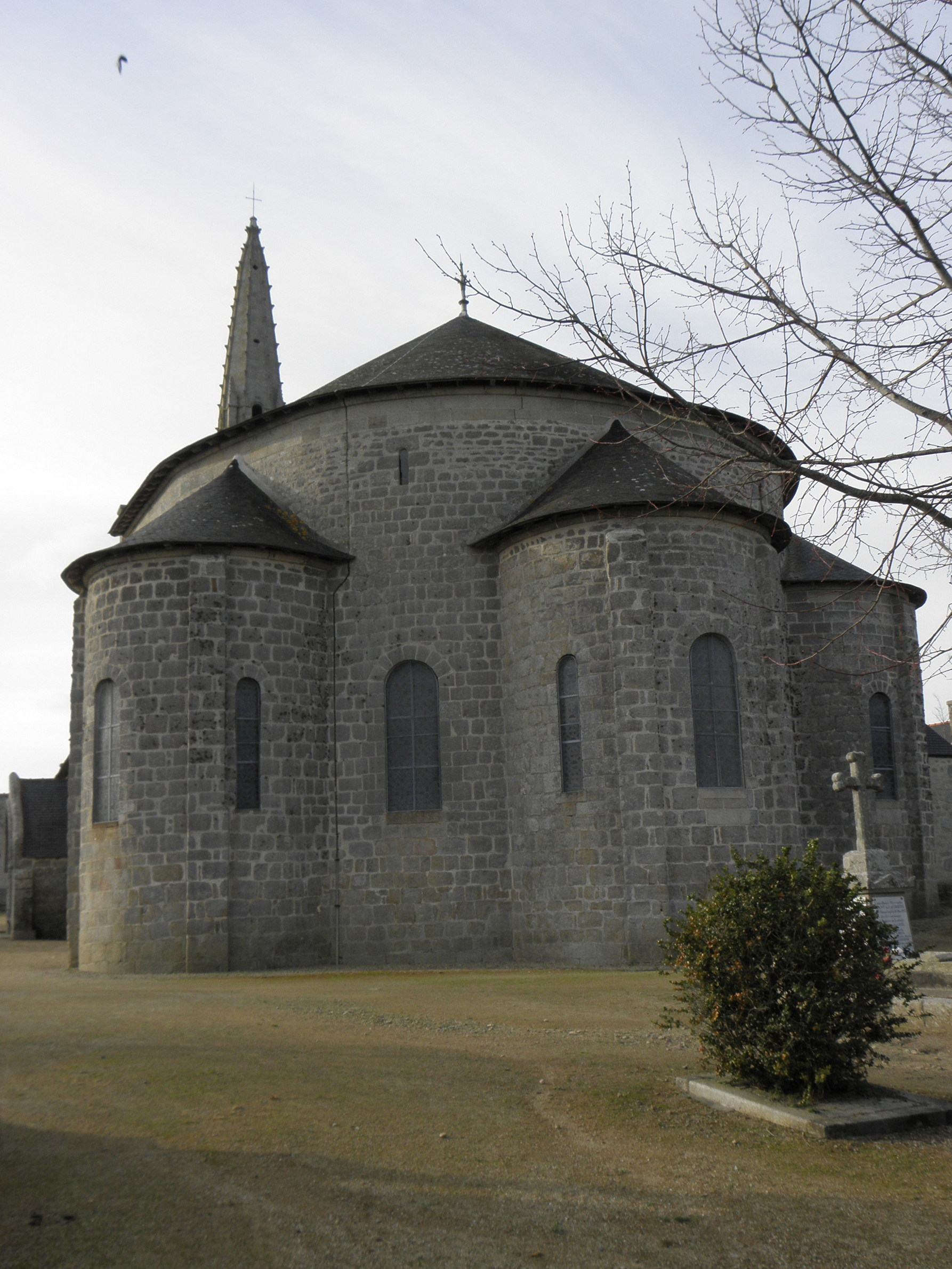
Vue du chevet.

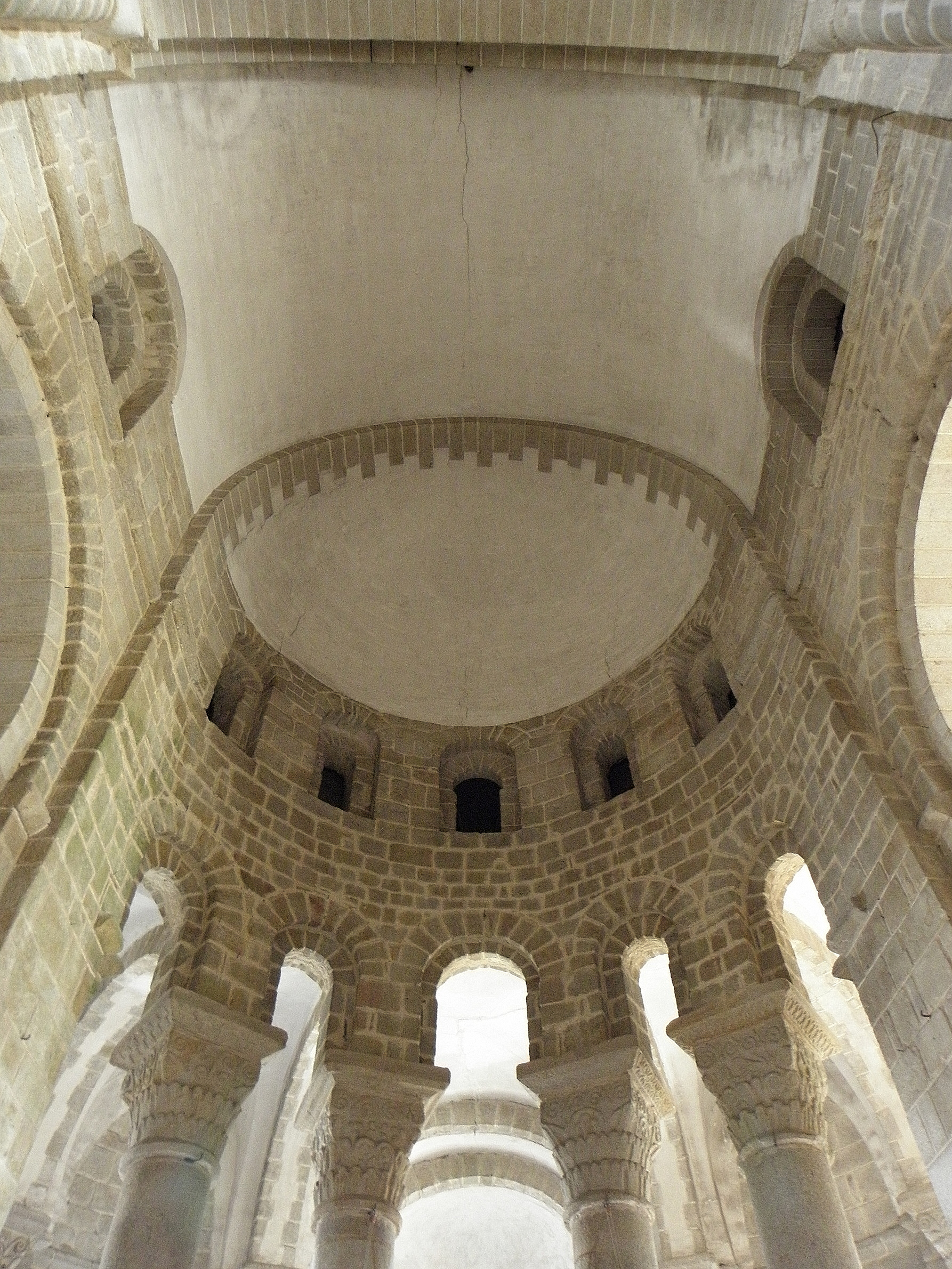
La voûte en cul-de-four du chœur

L'édifice mesure 33 mètres de long, pour une nef de 6,5 mètres de large et des bas-côtés respectivement de 3,4 et 3,65 mètres. Les piliers sont dissemblables. Le déambulatoire compte cinq travées, et pour Éliane Vergnolle, « compte parmi les grandes réussites de l'art roman. » Il est surmonté d'une galerie de circulation ou triforium qui ne se prolonge pas dans la nef. Le chœur et les chapelles rayonnantes sont voûtées en cul-de-four.
Très sobre, cette église présente de nombreux chapiteaux et bases de piliers sculptés. « Au total, l'église de Loctudy compte plus de soixante-dix chapiteaux, mais aussi un ensemble de bases sculptées qui est l'un des plus riches de la Bretagne ». Ces sculptures sont d'inspiration corinthienne, ce qui pourrait laisser supposer une commande aristocratique.
Selon Charles de La Monneraye, l'église de Loctudy illustre bien la règle moyenâgeuse qui veut que le chœur d'un édifice religieux soit davantage ornementé que la nef. En effet, les bas-reliefs de la nef présentent simplement des formes géométriques (volutes, crossettes, entrelacs, triangles, volutes…), alors que le chœur et le déambulatoire, en plus de ces motifs géométriques, présentent des animaux et des êtres humains, dont quelques Christ en croix. « Le thème de la croix, repris sous des formes diverses sur de nombreux chapiteaux (…) apparaît comme un leitmotiv hautement significatif. (…) Cette répétition du même thème est d'autant plus remarquable que les représentations du Christ en croix sont peu courantes sur les chapiteaux romans. (…) Cette omniprésence du thème de la croix (…) est-elle le reflet d'une dévotion particulière du commanditaire ? ».

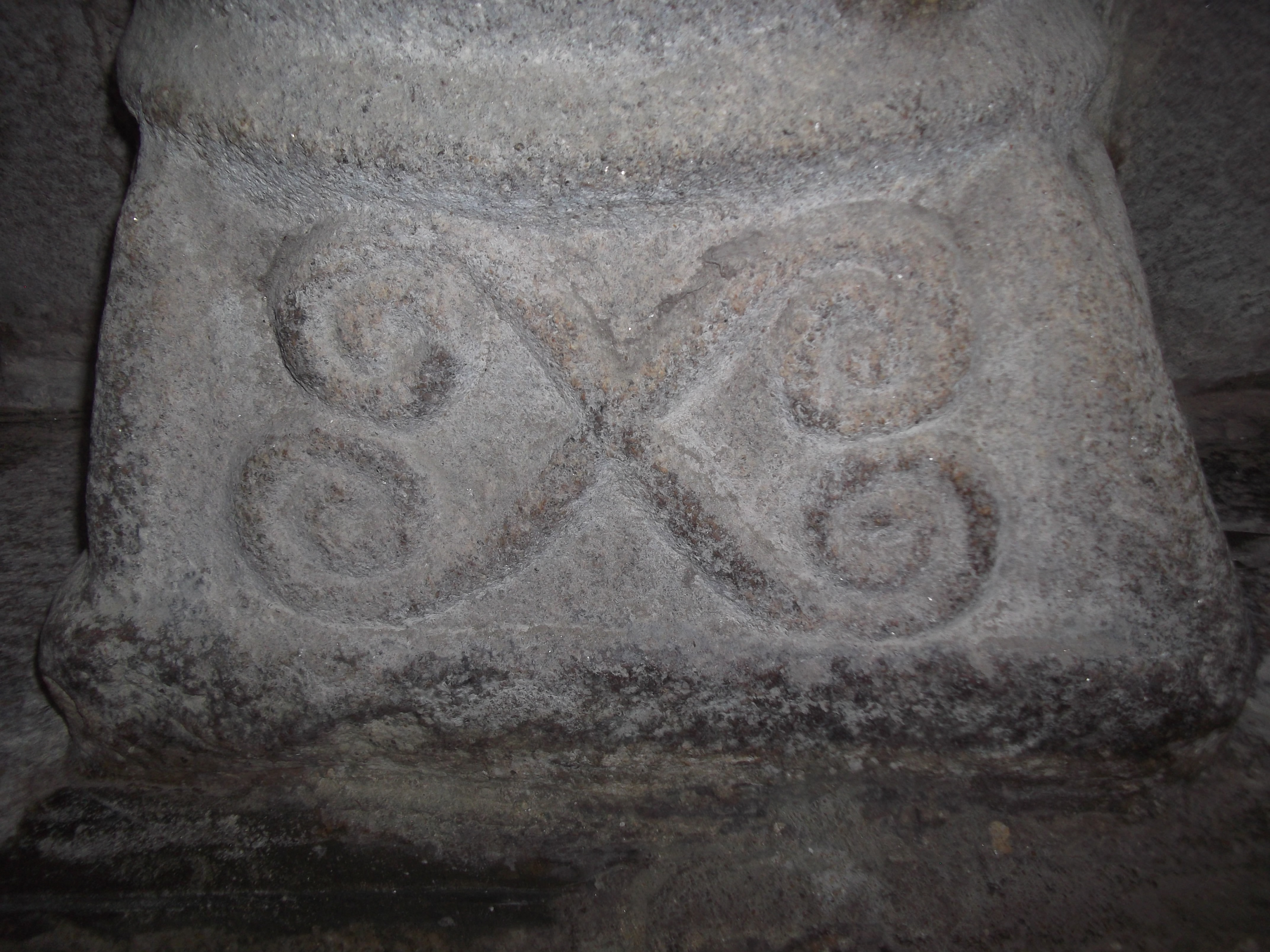
Base de pilier Entrelacs celtiques
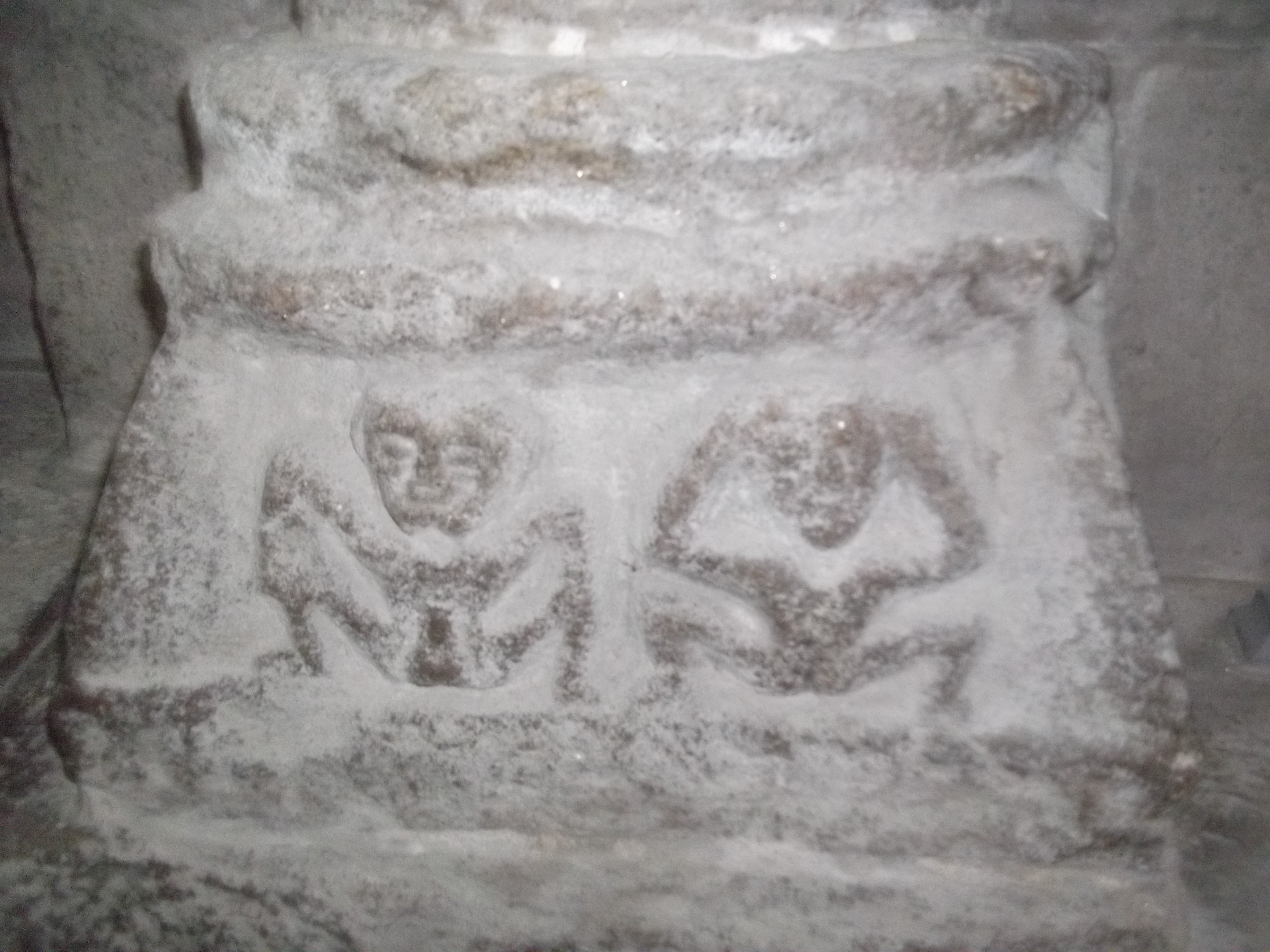
Base de pilier Adam et Eve (?)
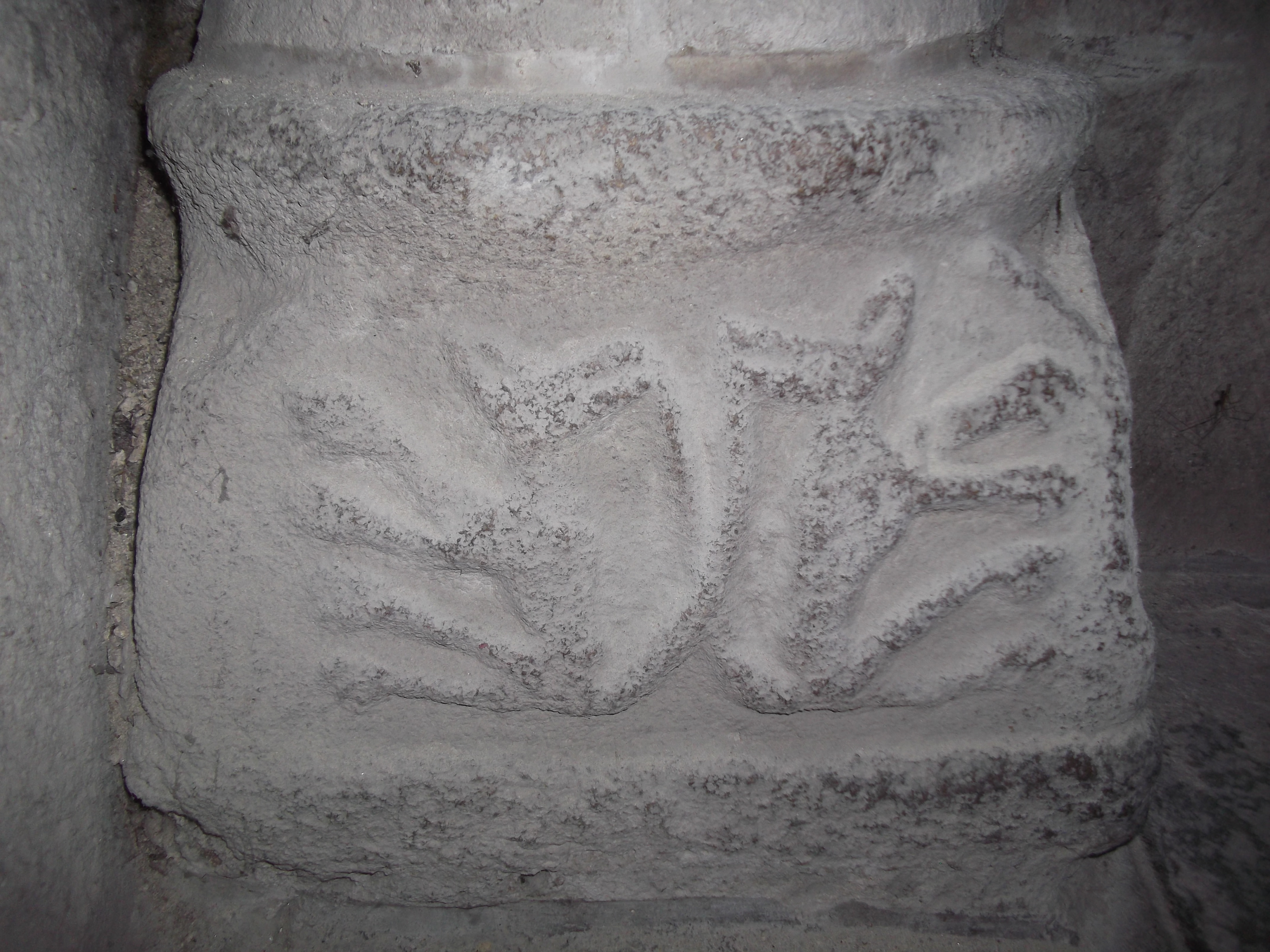
Base de pilier Loups se faisant dos et se mordant mutuellement la queue
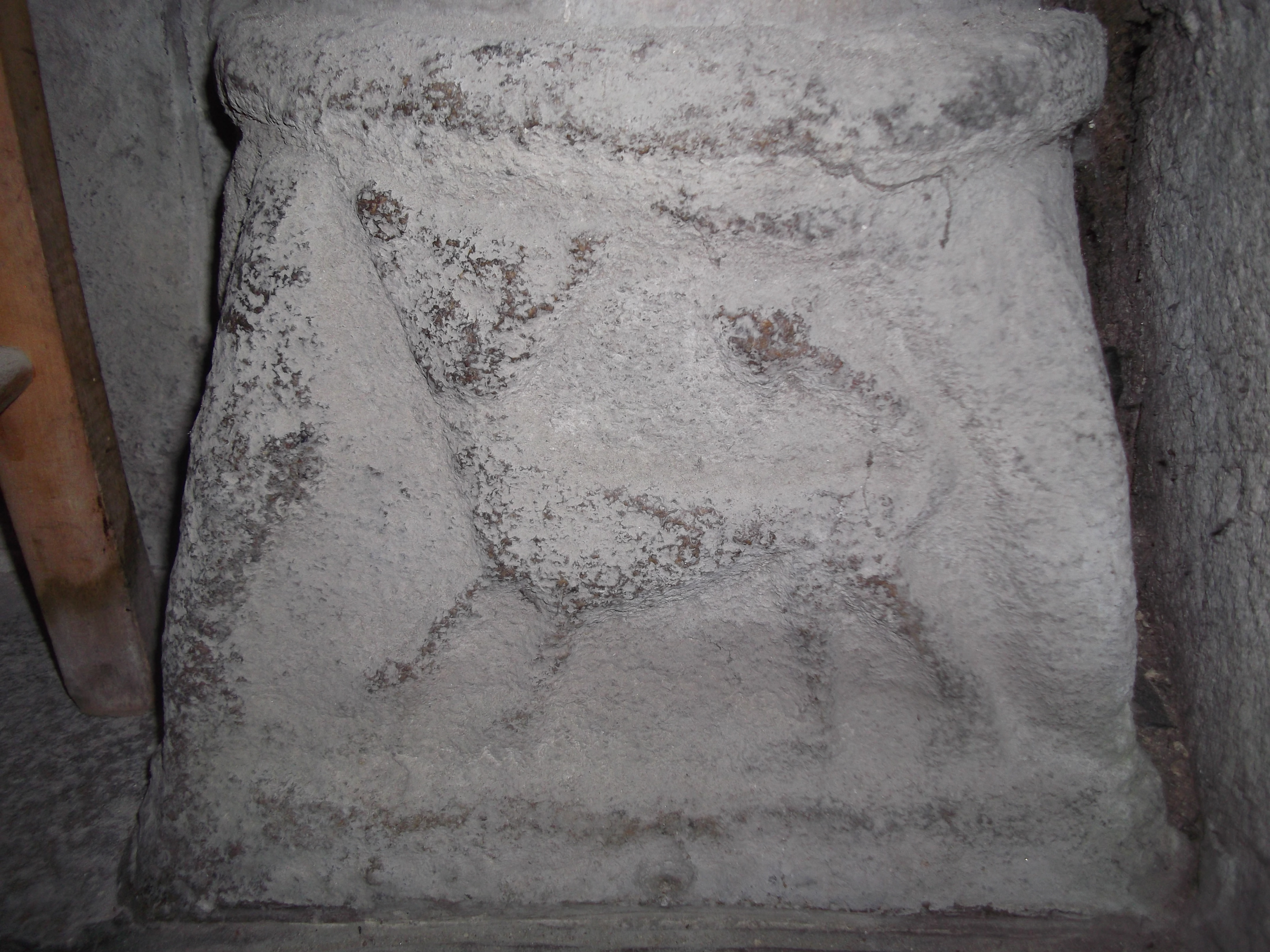
Base de pilier Renard (?)

D'après l'architecte Joseph Bigot - qui dresse une description détaillée de l'édifice qu'il visite au début des années 1840, en vue de sa restauration - un clocher en bois se trouvait à l'origine au-dessus de la dernière travée de la nef, à la croisée du transept s'il y en avait eu un. Il en reste quelques vestiges au milieu du XIXe siècle.

### Dates et financement de la construction
Le manque de sources sur la construction de l'édifice permet aux spécialistes d'émettre seulement des hypothèses : 
- Jean-Marie Abgrall le date du XIe siècle, en le comparant avec les abbatiales de Saint-Gildas-de-Rhuys et de Landevennec, qu'il date également de ce siècle.
- Charles de La Monneraye la situe plutôt du milieu du XIIe siècle, par comparaison avec l'abbatiale de Fontevrault, car elle présente deux innovations qui ne sont pas antérieures à cette date : les chapelles rayonnantes et le prolongement des bas-côtés autour du chœur.
- René Couffon, plus récemment, situe le début de la construction de l'édifice à la fin du XIe siècle, construction achevée vers 1125.
- Roger Grand approuve cette hypothèse et envisage deux campagnes de construction : la fin du XIe siècle pour le chevet, et le XIIe siècle pour la nef et les bas-côtés[7].
- Éliane Vergnolle fait commencer la construction vers 1110 pour le chœur, et estime la nef achevée « deux ou trois décennies plus tard[17]. »

En résumé, l'église de Loctudy est donc un édifice construit au XIe et au XIIe siècle. Mais par qui ? Ici encore, des hypothèses seules sont possibles, car « les textes ne fournissent aucune indication sur l'origine de l'établissement. »
- Une tradition locale remontant à Albert le Grand attribue la construction de cette église aux seigneurs de Pont-l'Abbé, sans qu'aucune source historique ne l'atteste à ce jour[19]. L'église aurait été donnée en 1187 aux Templiers établis dans l'Île Chevalier.
- L'origine aristocratique du commanditaire ne semble cependant guère faire de doute, devant l'ambition architecturale (église à déambulatoire qui « semble avoir été l'apanage des cathédrales et des grandes abbatiales »[18], décors sculptés) et donc les moyens mis en œuvre pour bâtir cet édifice.
- Éliane Vergnolle émet l'hypothèse un Guegun ou un Daniel, mentionnés comme abbés laïques du sanctuaire de Loctudy autour des dates de sa mise en chantier. Il reste toutefois difficile d'en savoir beaucoup plus avec certitude sur l'origine de ces personnages, peut être de l'entourage du comte de Cornouaille[18]. En revanche, le fait que le fondateur soit un abbé laïc ne signifie pas que l'édifice est une abbaye, car « il n'y eut jamais d'abbayes en pays bigouden, mais seulement des prieurés, des dépendances apportant leurs bénéfices, sans qu'il y ait des moines à demeure. »[20]

## Un attrait pontifical
- Le 12 janvier 1291, le pape Nicolas IV « accorde une  indulgence d'un an et de quarante jours à ceux qui visiteront l'église de Sant-Tudi (sic) de Cap-Caval, du diocèse de Quimper. »[21] Cela semble aller dans le sens d'un commanditaire d'importance pour cet édifice.
- 80 ans plus tard, Grégoire XI, dernier pape français, octroie, le 7 septembre 1371 « une indulgence de un an et quarante jours valable pendant vingt ans pour ceux qui visiteront l'église Saint-Tudy et de la Sainte-Trinité de Pont-l'Abbé aux fêtes de Saint Tudy et pendant les Octaves »[22].

## Ajout duXVesiècle

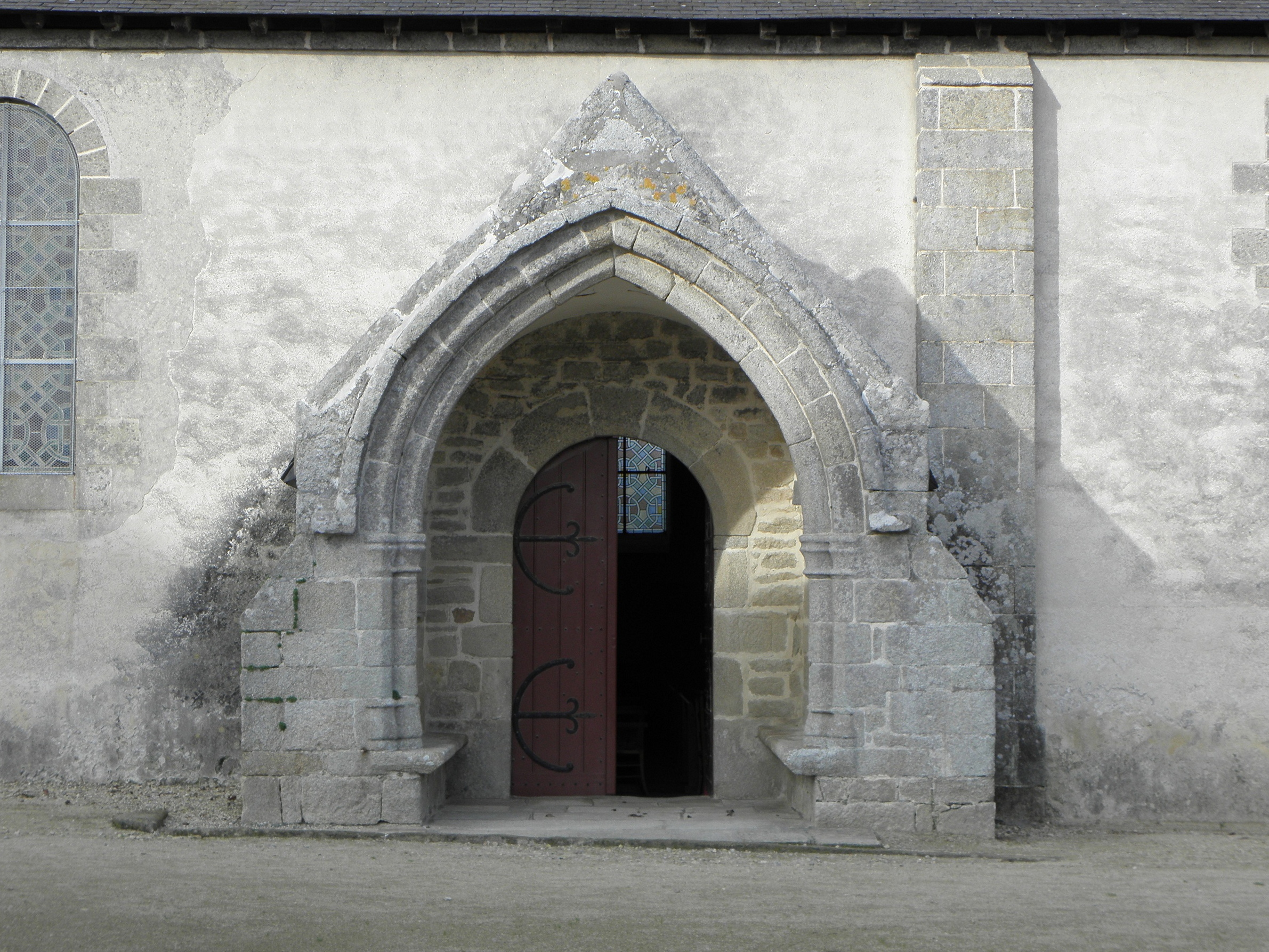
Porche Sud (XVe siècle), avant la restauration des murs collatéraux en 2013.

À la fin du Moyen Âge, un porche est ajouté à l'édifice côté sud. On reconnait bien l'arc brisé du style gothique, en vogue à l'époque. La tradition veut alors que l'accès à une église se fasse par cette entrée, le proche principal étant ouvert seulement pour les cérémonies importantes. Ce porche en granite est doté, en son intérieur sur chaque côté, d'un petit banc de pierre qui permettait autrefois au conseil de fabrique de la paroisse de se réunir.

## Modifications duXVIIIesiècle
- En 1730, une descente officielle a lieu dans l'église pour faire l'état précis des enfeus[24]. Il y en avait six à l'époque.
- En 1760, une sacristie est ajoutée à l'édifice côté nord, et la façade romane, ruinée, est remplacée par la façade toujours visible aujourd'hui, restaurée en 2013 et sur laquelle apparaît la date de 1760. Cette façade tranche avec le reste de l'édifice car elle est plutôt de style classique, très sobre, composée de lignes horizontales et verticales qui encadrent des baies d'inspiration vaguement gothique (baies à meneaux), et se finissant dans le haut par un tympan triangulaire. Elle est surmontée par un clocher pignon de pierre, qui se substitue à l'ancien, en bois, situé au-dessus du chœur de l'église. Ce clocher est d'inspiration gothique, composé d'une petite tour carrée à rambarde abritant trois cloches, elle-même surmontée d'une flèche.

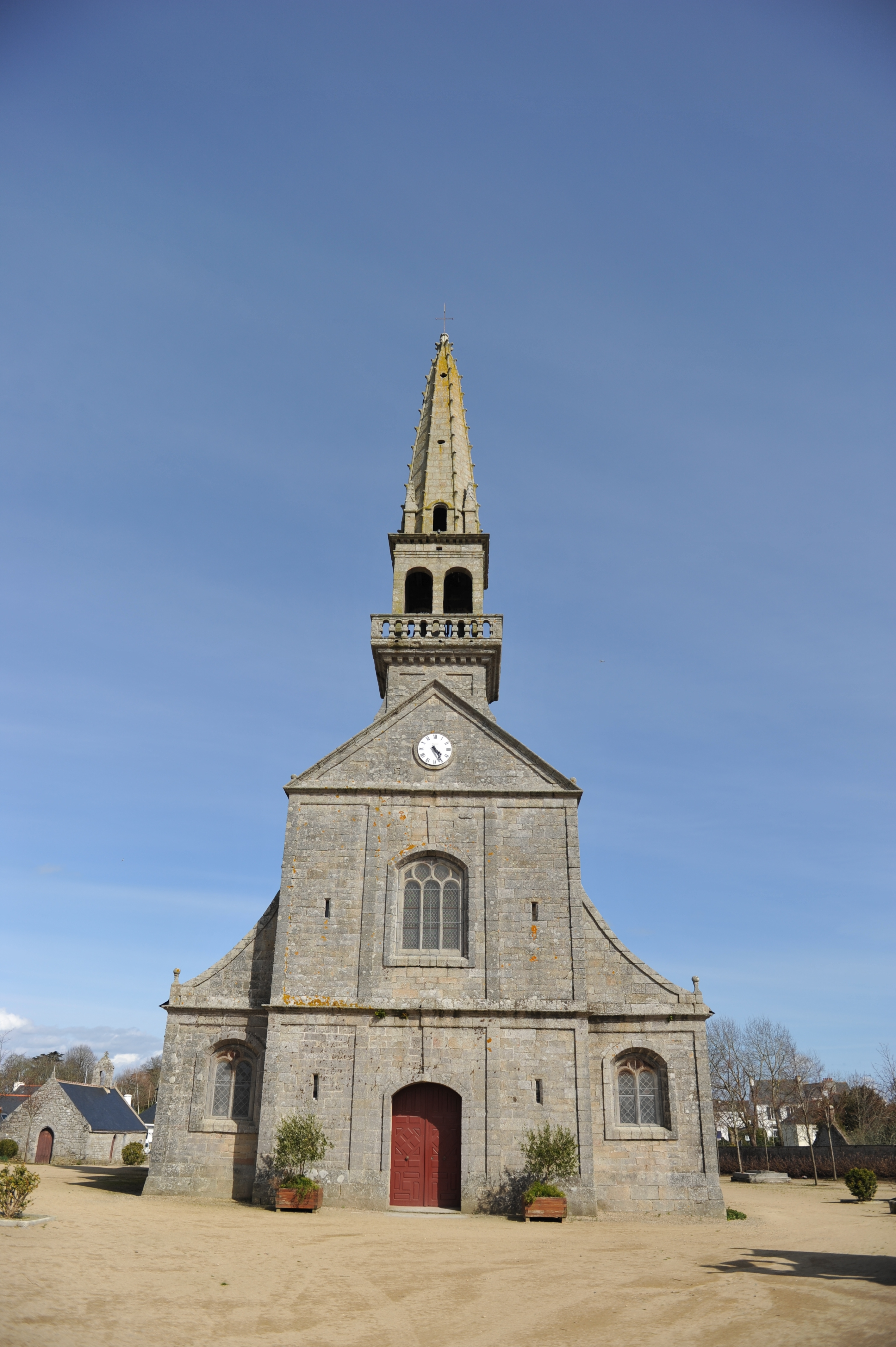
La façade actuelle (XVIIIe siècle) avant la restauration de 2013
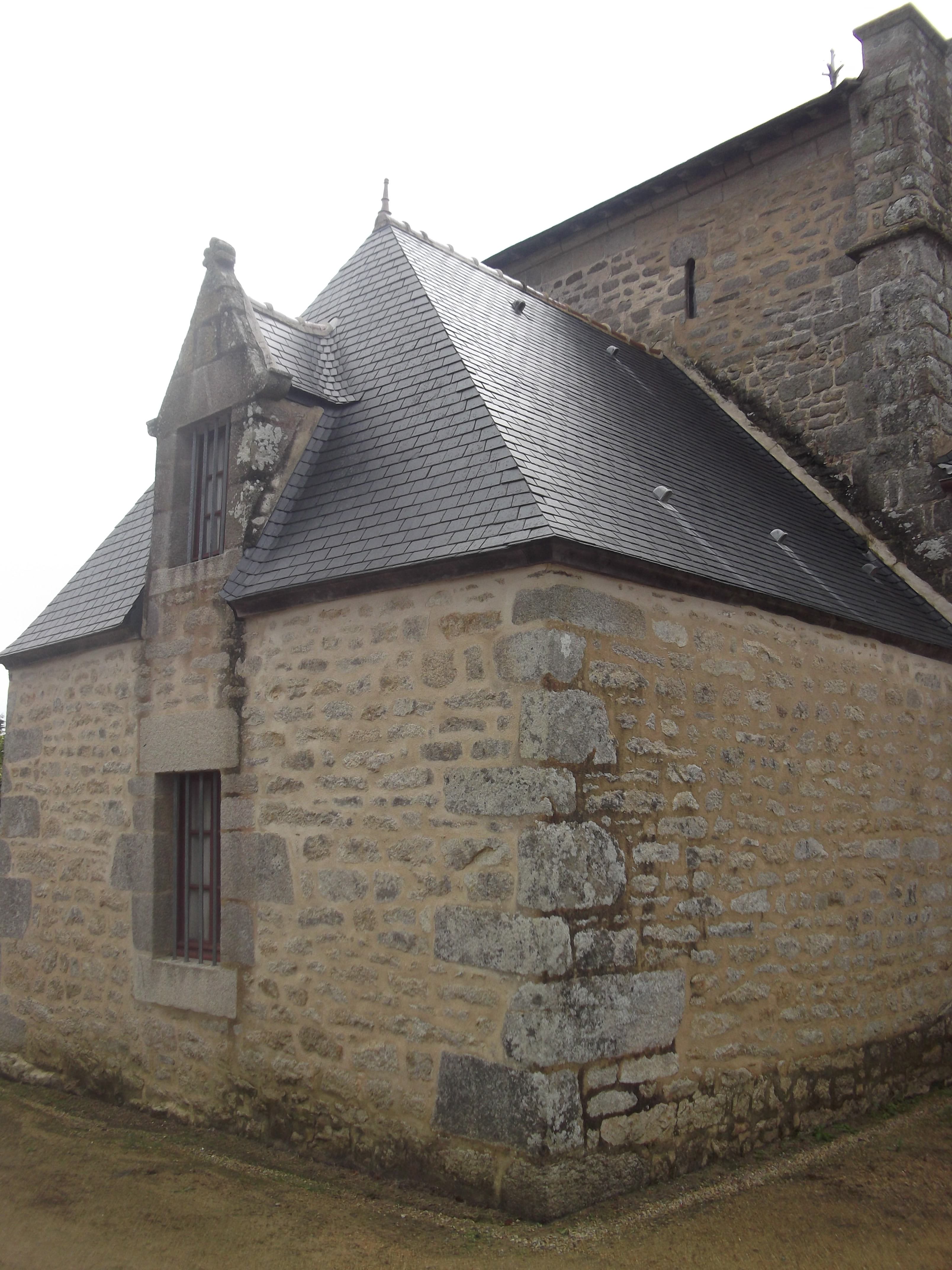
Sacristie du XVIIIe siècle, restaurée en 2001 à la suite de l'incendie de 1999

## Classement et restauration duXIXesiècle

### Un édifice en mauvaise posture
Au début du XIXe siècle, et après le concordat de 1801, la municipalité se préoccupe de l'état de l'édifice — sans doute assez délaissé pendant l'épisode révolutionnaire — comme nous le montre le compte rendu du conseil municipal de février 1803, qui débloque des fonds pour « deux milliers d'ardoises, trois milliers de clous, deux barriques de chaux et une douzaine de planches. »

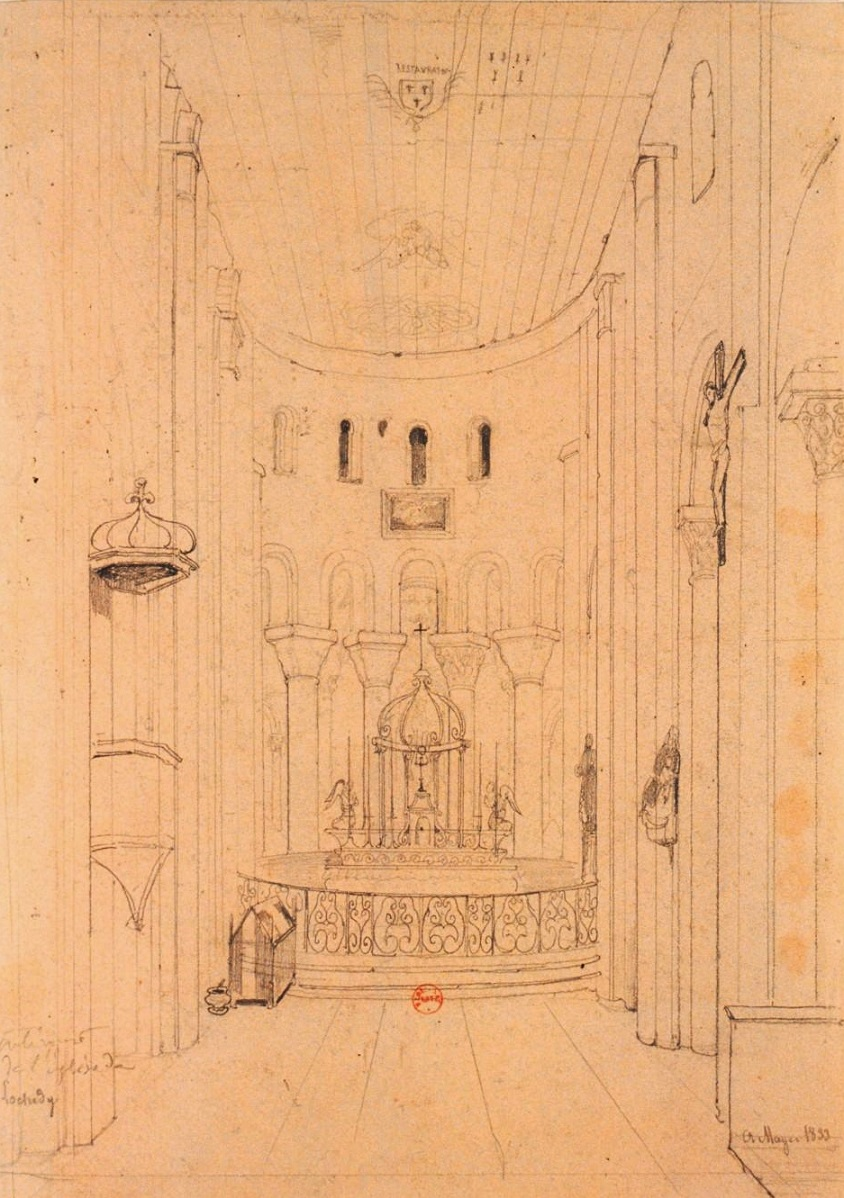
Loctudy : intérieur de l'église Saint-Tudy en 1833 (dessin d'Auguste Mayer).
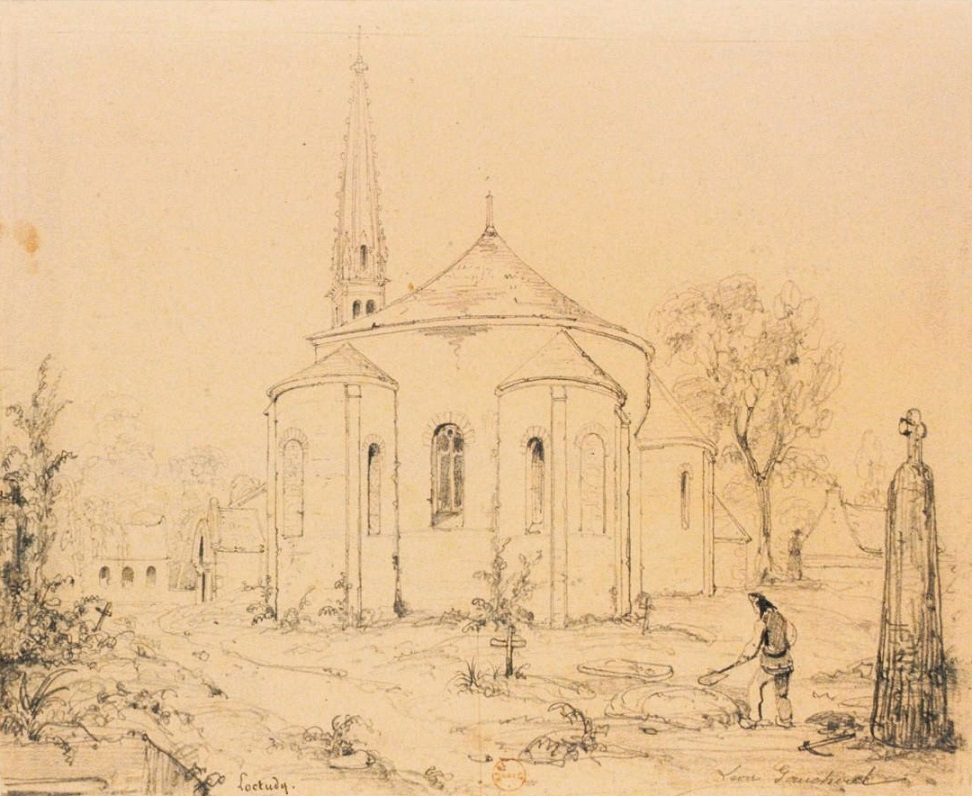
Loctudy : l'église Saint-Tudy en 1840 (dessin de Léon Gaucherel).
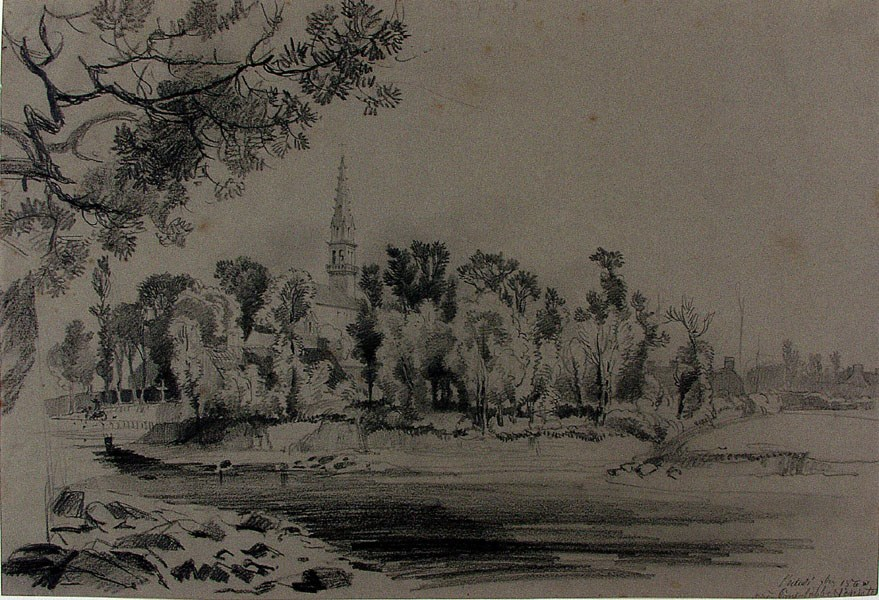
Vue de l'église de Loctudy dans son environnement en septembre 1860, par Alexandre Sole.

Cela n'empêche pas à l'édifice de continuer à se détériorer. En fort mauvais état, l'église fait l'objet d'un classement au titre de Monument historique en 1846 ; seuls trois édifices de Bretagne sont classés cette année-là. Deux ans plus tôt, Mérimée parlait de l'église en ces termes : « Aujourd'hui, elle a besoin de réparations considérables. Les murs des collatéraux tombent en ruine et leur reconstruction totale est absolument nécessaire. »
Les monuments historiques dressant leur première liste des édifices à classer au titre de Monument historique en 1840, il faut signaler l'importance  que revêt à leurs yeux le sanctuaire de Loctudy, très tôt classé. Par comparaison, la cathédrale Saint-Corentin de Quimper n'est classée qu'en 1862, et l'église romane de Locmaria, toujours en Quimper, seulement en 1875, alors qu'elle est plus ancienne que l'église romane de Loctudy.
Ce classement est suivi d'une restauration importante, en deux étapes : entre 1845 et 1848, sous la direction de l'architecte diocésain Joseph Bigot puis entre 1886 et 1890, sous la direction de Paul Gout, élève de Viollet-le-Duc.

### La restauration des années 1845-1848

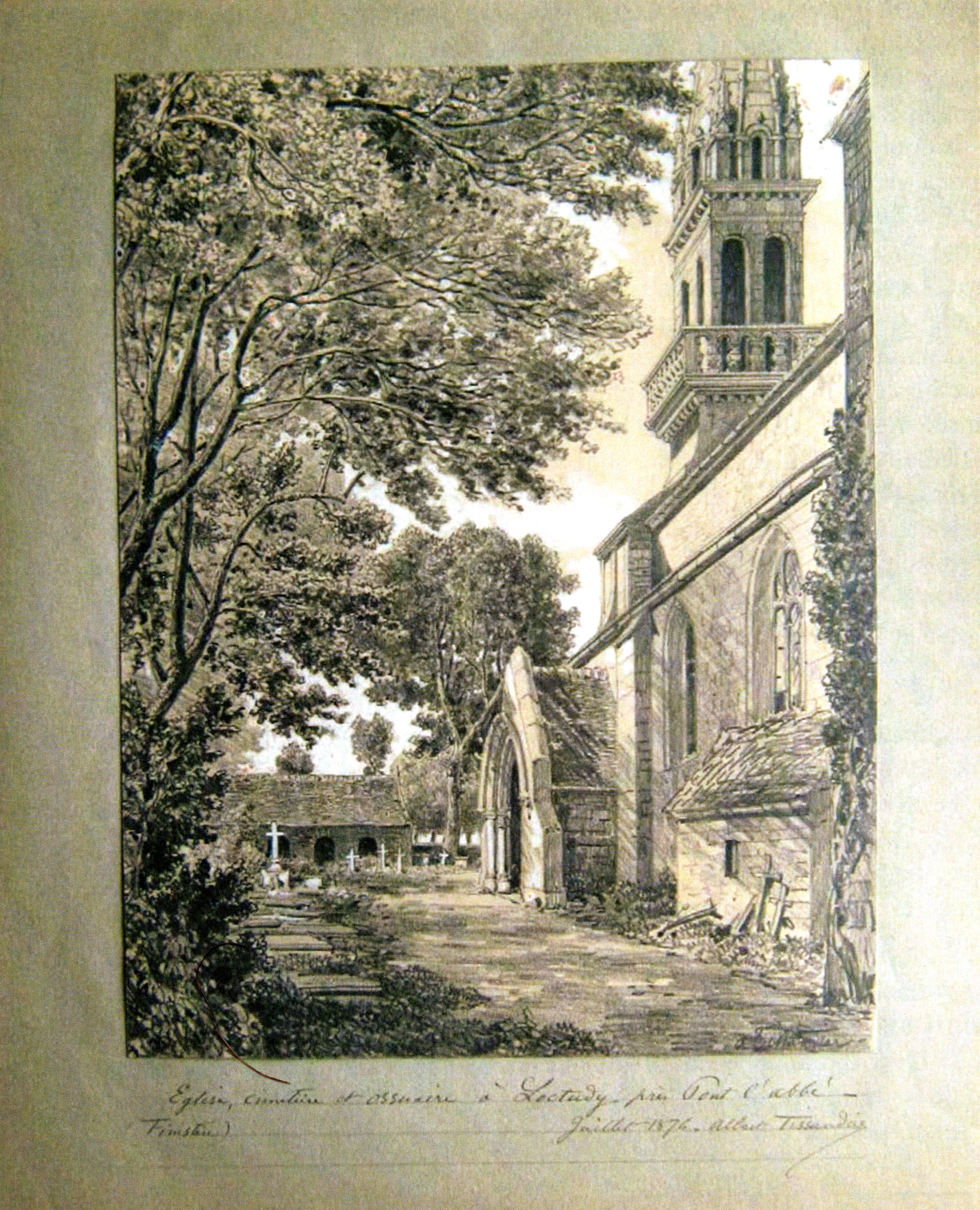
Dessin d'Albert Tissandier, 1876, côté sud de l'église de Loctudy

La restauration menée par Joseph Bigot, qui réfléchit sur le monument à la demande de la municipalité dès le début des années 1840, (en vue d'un éventuel classement), fut objet de controverses entre l'architecte et la Commission des monuments historiques, si l'on en juge par les interventions de Prosper Mérimée (quatre entre 1844 et 1847) et ses injonctions dont celle-ci : « Engager le Préfet à mettre en rapport M. Bigot architecte de Loctudy avec M. Lapur qui lui donnera des conseils pour l'exécution de la voûte qu'il s'agit de construire dans cette église. ».
Le coût des travaux et leur urgence devant l'état du monument firent que Bigot ne s'occupa que des murs des bas-côtés, du couvrement de la nef et de l'abside. Après discussion, il fut décidé que la voûte de l'édifice, sous la charpente qui était conservée, serait constituée d'« un lattis en forme de berceau. » Ces travaux furent interrompus après la Révolution française de 1848, mais l'architecte en profita pour visiter beaucoup de constructions religieuses du département et d'en dresser les plans.

### La restauration des années 1886-1890

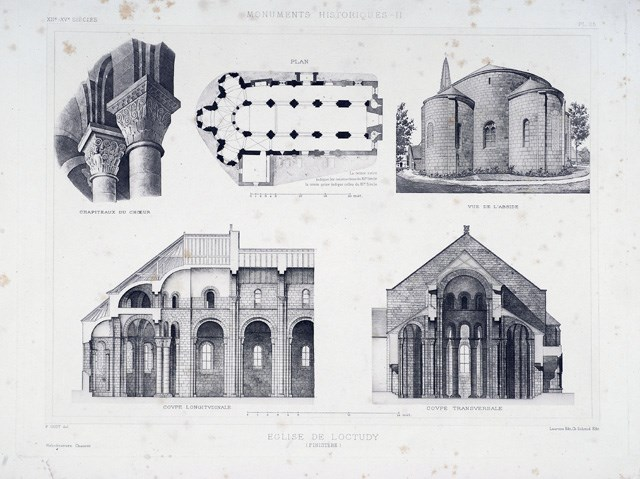
Plans de l'église par Paul Gout en 1881

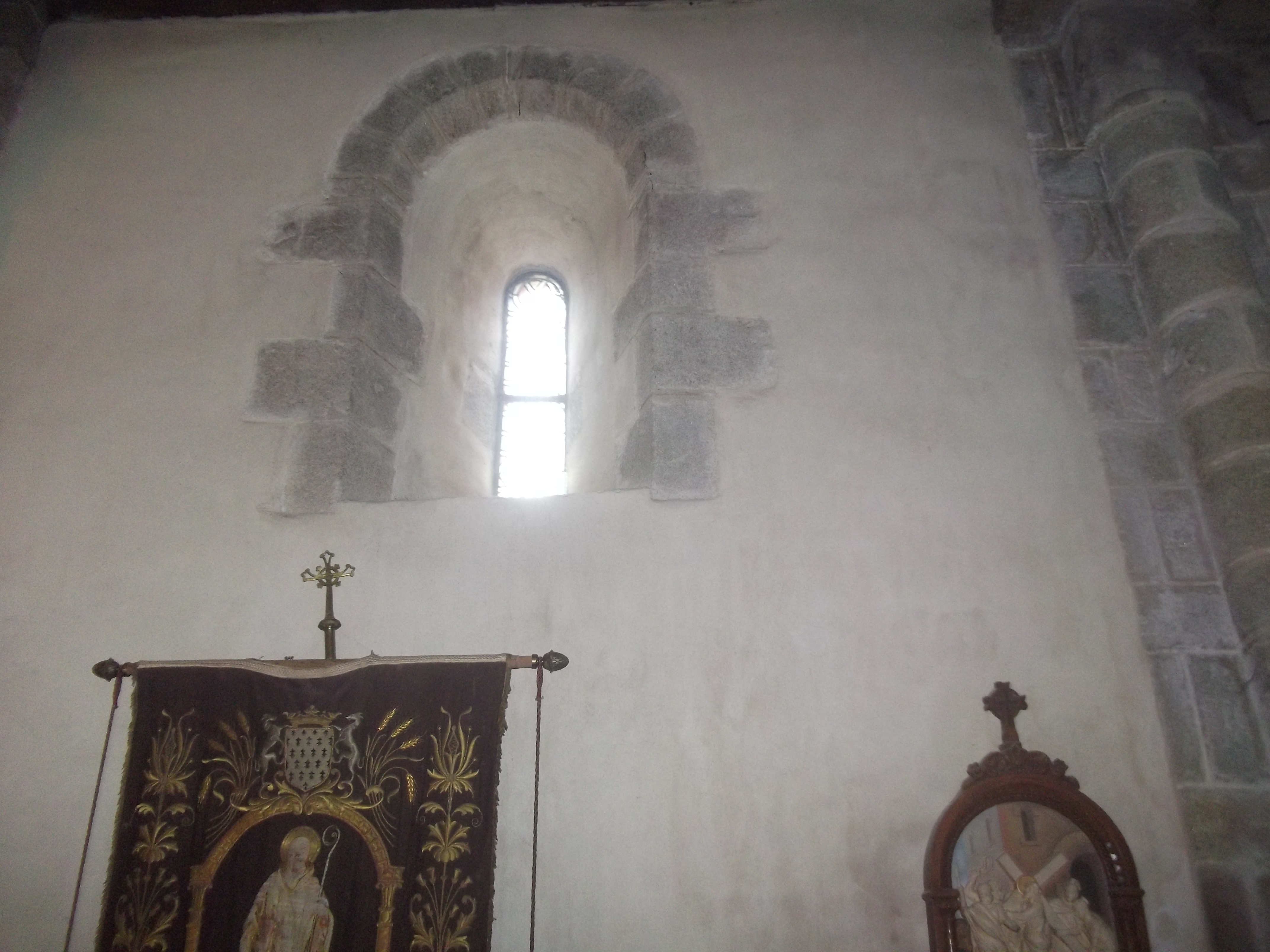
Seule ouverture d'origine des murs collatéraux conservée

La restauration suivante, menée par Paul Gout, est celle dont les effets sont toujours visibles : 
- Reconstruction des voûtes du chœur et de l'abside.
- Choix (discutable sur le plan architectural[29]) d'une voûte de bois en plein cintre, scandée de doubleaux en pierre.
- Abaissement de la toiture des bas-côtés, avec en parallèle la remise à leur dimension d'origine des fenêtres hautes de la nef.
- Agrandissement des ouvertures des bas-côtés pour les transformer en larges baies, et ce malgré la découverte dans le bas-côté nord d'une petite ouverture d'origine, ébrasée vers l'intérieur. Cette baie fut conservée comme témoin du passé, mais la municipalité refusa d'abandonner le projet d'agrandissement des autres ouvertures. Les raisons pratiques de luminosité de l'intérieur de l'édifice, à l'époque non électrifié, peuvent avoir joué dans ce choix[réf. souhaitée].
- Retrait d'un badigeon ancien, pour rendre aux murs leur teinte d'origine[30].

Après cette restauration, le photographe des monuments historiques Médéric Mieusement prend quelques clichés de l'édifice.

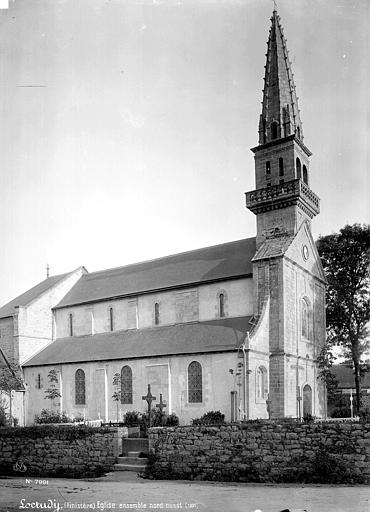
L'église vers 1890
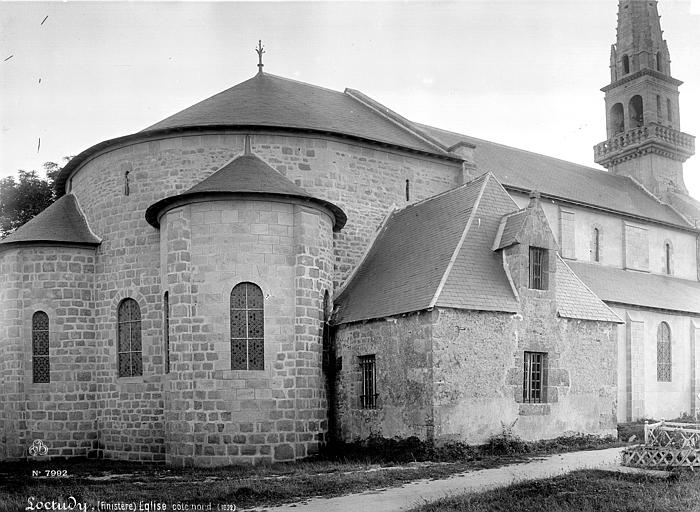
Loctudy, église, côté Nord
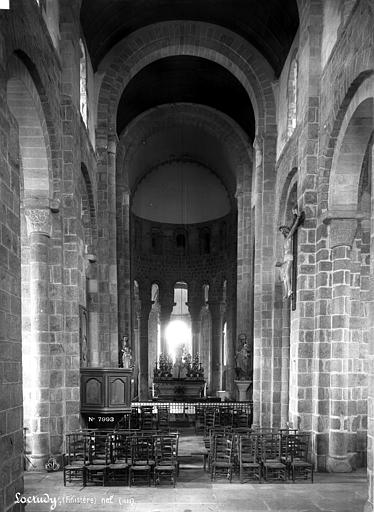
Loctudy, église, nef, vue de l'entrée

## L'église auXXesiècle

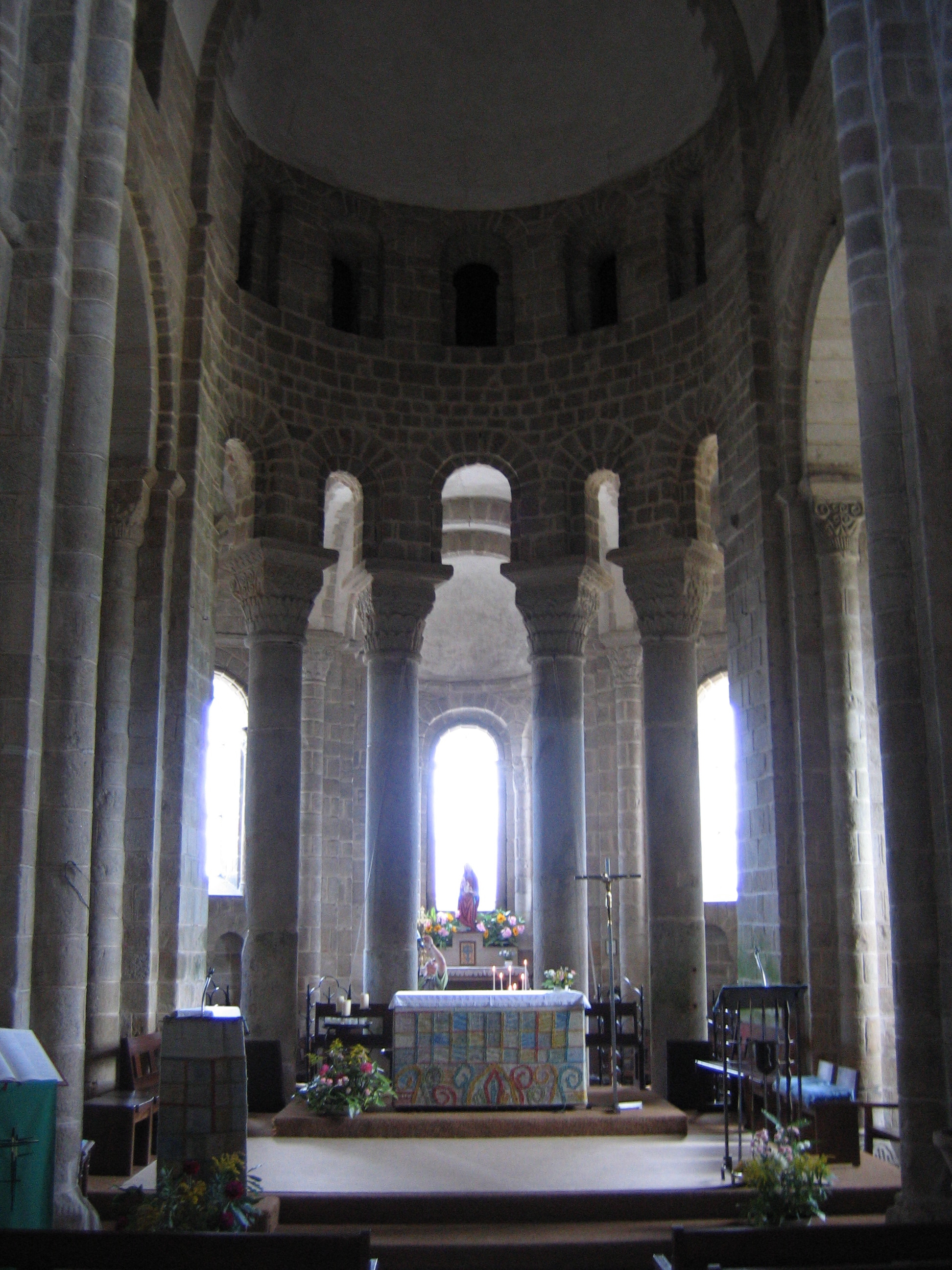
Le chœur de l'église, en 2006 ; la tapisserie de Manessier y est visible

De nombreuses interrogations se posent sur les vitraux de l'église de Loctudy, dont il n'est fait mention qu'une seule fois dans les archives, en 1926. Il ne semble pas que les architectes Bigot et Gout en parlent lors des comptes rendus de leurs travaux durant le XIXe siècle. En l'état actuel des connaissances, et en se basant donc sur l'observation des vitraux, on constate qu'ils sont de deux natures : 
- Les vitraux de la nef, qui « offrent un montage à deux ramages rappelant les vitraux dits « cisterciens », style encore à la mode avec les Monuments historiques dans le premier quart du XXe siècle », sont sans doute des années 1920, d'après Jean-Pierre Le Bihan, Maître verrier à Quimper.
- Les vitraux du pignon ouest, seraient, toujours selon Maître Le Bihan, « du tout début du XXe siècle pour les deux petites baies. (…) La baie supérieure à trois lancettes possède une vitrerie losange plus récente, possible dernière moitié du XXe siècle. » La prudence du spécialiste lui-même montre bien les incertitudes qui demeurent sur la question.

Le triforium cache des résistants en 1944.[réf. nécessaire]
Un orgue, issu du petit séminaire de Quimper est installé dans l'église en 1972 par les frères Marck, facteurs d'orgue à Saint-Brieuc. Pour des raisons pratiques d'installation, la tuyauterie, placée au revers de la façade, est séparée de la console, disposée contre le mur du bas-côté nord de l'édifice, la transmission se faisant de façon électrique. Cet orgue compte quinze jeux. Une restauration de cette tuyauterie est envisagée dans les années 1990, puis ajournée devant le coup d'une telle opération et face aux complexités administratives, au cours de l'année 2000.
En 1975, une tapisserie d'Alfred Manessier est installée autour de l'autel, et une autre est placée devant l'ambon. En fonction de la liturgie, ces tapisseries peuvent être cachées par d'autres linges sacerdotaux.
Dans la nuit du 3 au 4 août 1999, la sacristie est partiellement détruite par un incendie d'origine accidentelle (un cours-circuit dans le système électrique des cloches), mais l'église elle-même est épargnée.

## LeXXIesiècle

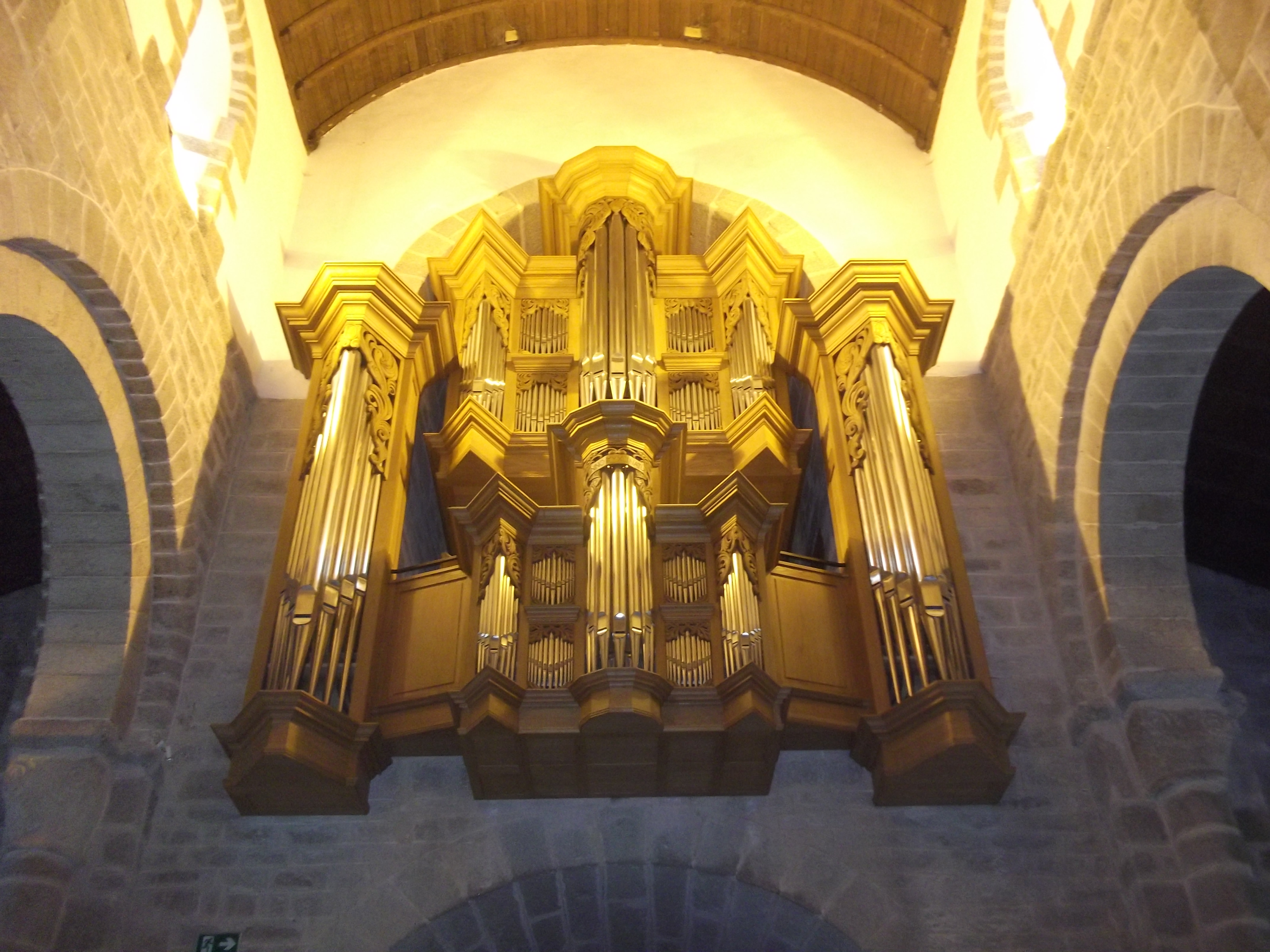
Orgue Giroud successeurs (2013)

Tout au long de la décennie 2000, l'enclos paroissial est réaménagé afin de mieux mettre en valeur l'église et ses abords. Seuls trois catégories de tombes sont conservées, celles de prêtres, de militaires (près du monument aux morts) et de notabilités.
En 2001, la sacristie gravement endommagée par l'incendie d'août 1999 est restaurée.
En 2004, le clocher fait l'objet d'une restauration, sous l'égide du service territorial de l'Architecture et du Patrimoine (SDAP) du Finistère.
En 2009, la reconstruction de l'orgue est de nouveau à l'ordre du jour, et l'entreprise Orgues Giroud de Grenoble est chargée de la conception du nouvel instrument, qu'elle installe dans l'église à la fin de l'année 2013. Il est inauguré le 2 mars 2014. Cet instrument est d'inspiration germanique — cas unique en Bretagne[réf. souhaitée] — et se compose de deux claviers de cinquante-six notes et d'un pédalier de trente marches.
L'année précédente, en vue de l'installation du nouvel orgue à l'intérieur de la façade du XVIIIe siècle, cette dernière est totalement nettoyée et restaurée. Est donc à nouveau visible à l'extérieur, au-dessus du vitrail central à droite, la date de 1760. Les murs collatéraux nord et sud sont également restaurés, et une gouttière est installée sous leur toiture.

## La statuaire

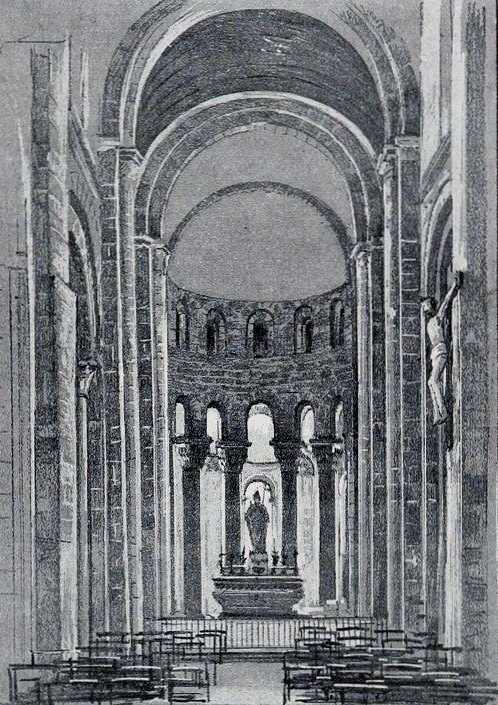
Intérieur de l'église vers 1903 ; le christ en croix apparaît à droite

La statuaire que nous présente l'église paroissiale reste modeste ; les statues sont en bois polychrome et datent de l'époque moderne (1492-1789) : 
- Un Christ en croix ;
- Un Saint-Tudy en évêque ;
- Une Vierge à l'enfant, dite Notre Dame de Porz Bihan, issue de la chapelle désaffectée au Sud-est dans le placître[39].

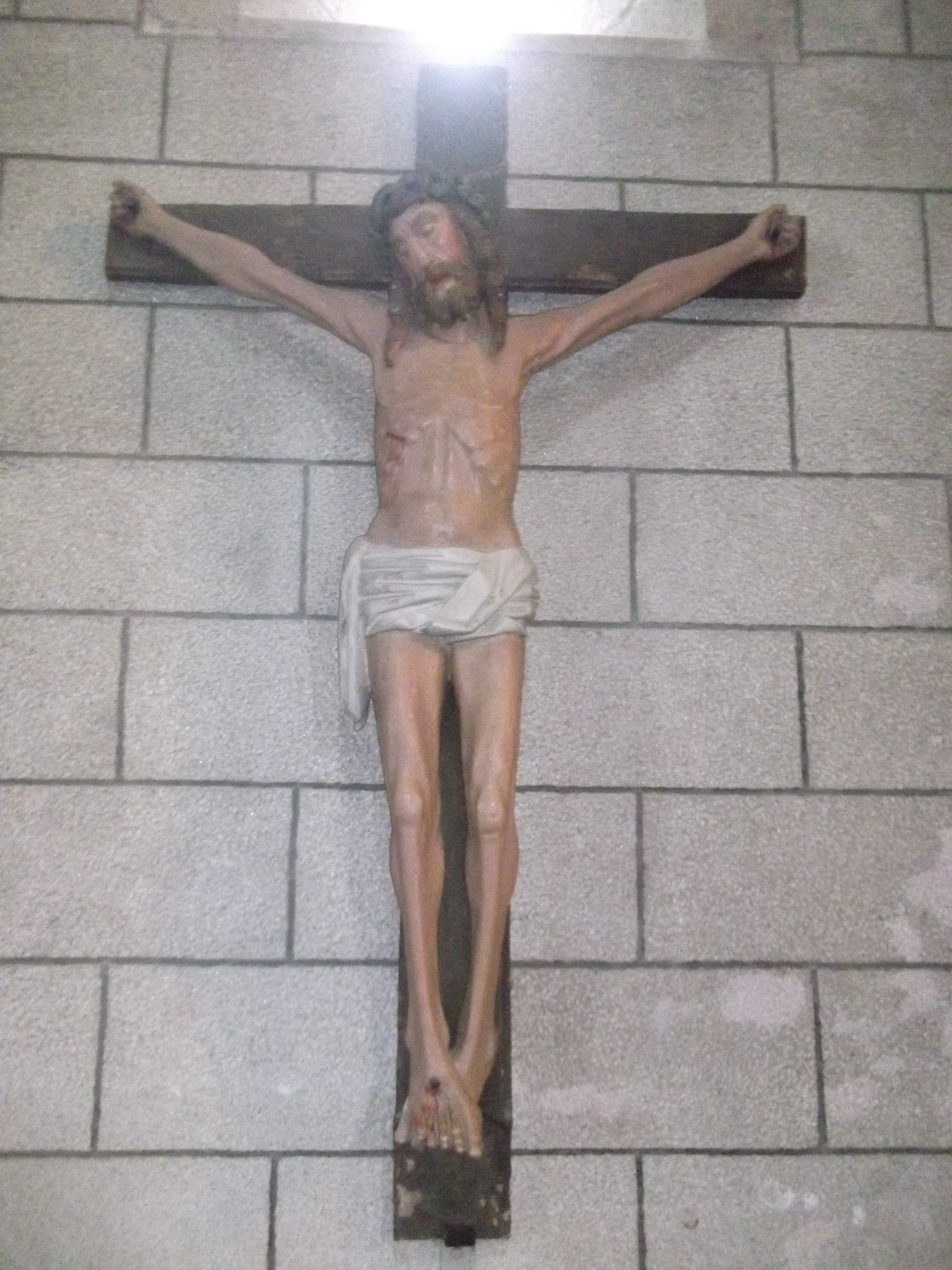
Christ en croix, bois polychrome (XVIIe siècle)
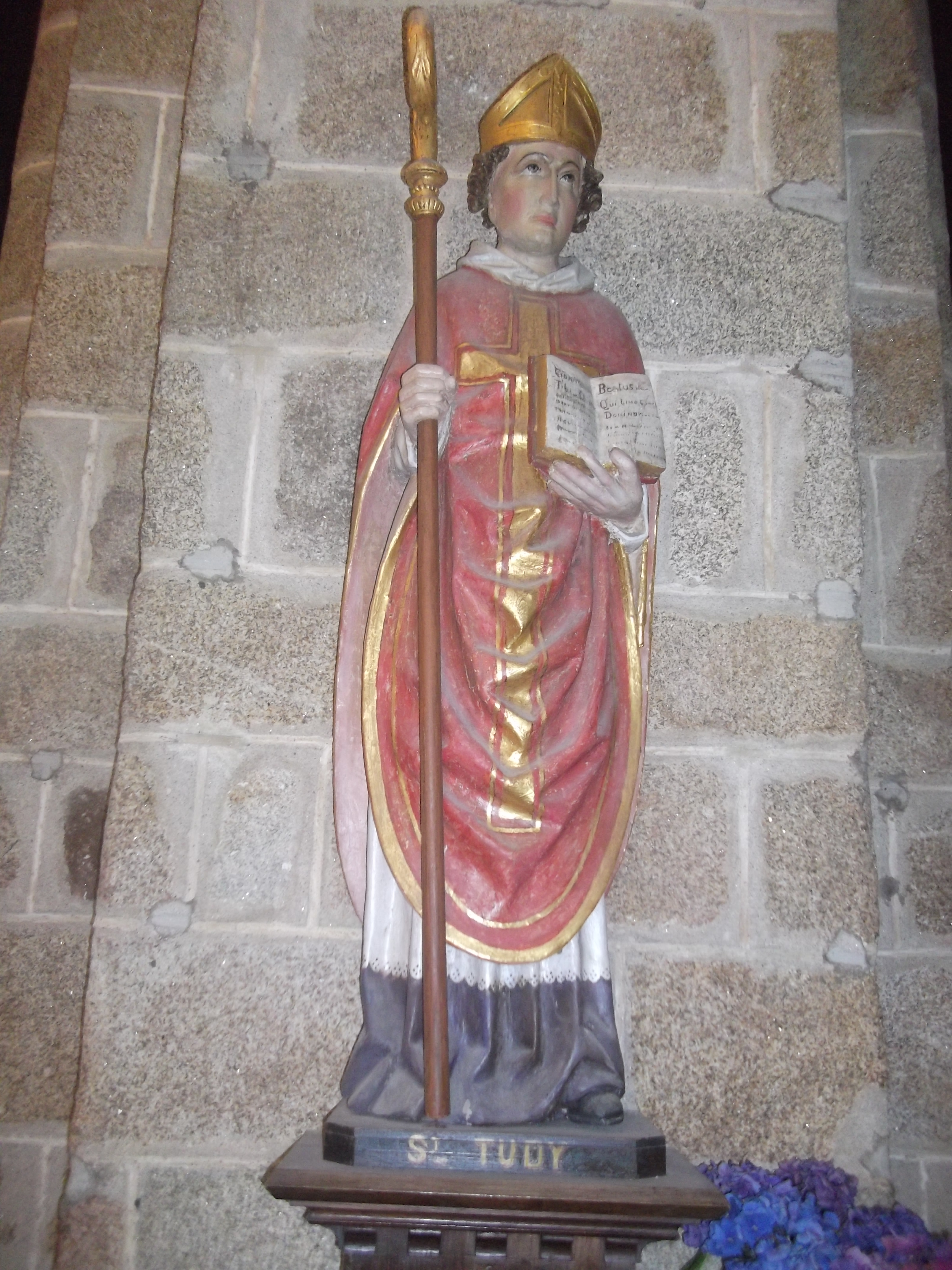
Saint-Tudy Statue en bois polychrome (XVIIIe siècle)
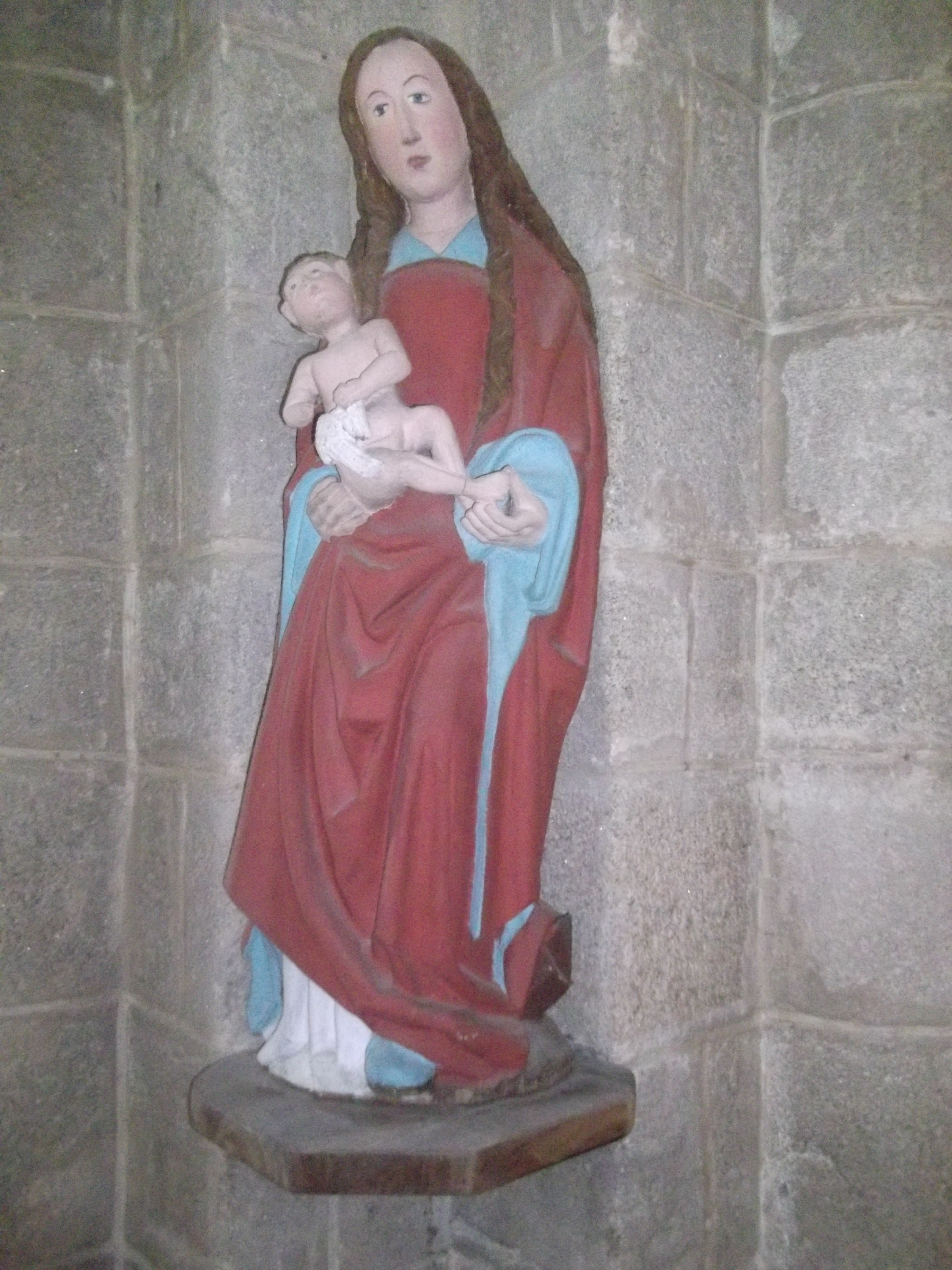
Statue Notre Dame de Porz Bihan (XVIe siècle)